# 單斑普提魚
單斑普提魚，又稱單斑狐鯛，為輻鰭魚綱鱸形目隆頭魚亞目隆頭魚科的其中一種，分布於西南太平洋的澳洲及紐西蘭海域，棲息深度0-60公尺，體長可達50公分，棲息在珊瑚礁海域，生活習性不明。

## 擴展閱讀
維基物種上的相關：單斑普提魚